# Uncaria oligoneura
Uncaria oligoneura är en måreväxtart som beskrevs av Pieter Willem Korthals. Uncaria oligoneura ingår i släktet Uncaria och familjen måreväxter. Inga underarter finns listade i Catalogue of Life.